# Leymus vancouverensis
Leymus vancouverensis là một loài thực vật có hoa trong họ Hòa thảo. Loài này được (Vasey) Pilg. mô tả khoa học đầu tiên năm 1947.